# 馬里昂鎮區 (印地安納州歐文縣)
馬里昂鎮區是美國印第安納州歐文縣的13個鎮區之一。截至2010年美國人口普查，其人口為916，共464戶。

## 歷史
馬里昂鎮區於1835年成立。